# Zapasy na Letnich Igrzyskach Olimpijskich 1976 – kategoria do 52 kg w stylu wolnym
Zmagania mężczyzn w wadze 52 kg to jedna z dziesięciu męskich konkurencji w zapasach w stylu wolnym rozgrywanych podczas Letnich Igrzysk Olimpijskich 1976. Pojedynki w tej kategorii wagowej odbyły się w dniach 27 – 31 lipca.

## Klasyfikacja[2]
| Pozycja | Nazwisko                 | Kraj                                 |
| ------- | ------------------------ | ------------------------------------ |
| 1       | Yūji Takada              | Japonia                              |
| 2       | Aleksandr Iwanow         | ZSRR                                 |
| 3       | Jeon Hae-seop            | Korea Południowa                     |
| 4       | Henrik Gál               | Węgry                                |
| 5       | Nermedin Selimow         | Bułgaria                             |
| 6       | Władysław Stecyk         | Polska                               |
| 7       | Li Bong-sun              | Korea Północna                       |
| 8       | Eloy Abreu               | Kuba                                 |
| 9       | James Haines             | Stany Zjednoczone                    |
| 10      | Julien Mewis             | Belgia                               |
| .       | Habib Fattahi            | Iran                                 |
| .       | Giuseppe Bognanni        | Włochy                               |
| 13      | Diego Lo Brutto          | Francja                              |
| .       | Kamil Özdağ              | Turcja                               |
| 15      | Gordon Bertie            | Kanada                               |
| .       | Constantin Măndilă       | Rumunia                              |
| 17      | Fritz Niebler            | RFN                                  |
| .       | Emille Kitnurse          | Wyspy Dziewicze Stanów Zjednoczonych |
| 19      | Dżamsrangijn Mönch-Oczir | Mongolia                             |

## Zasady
Przyjęto zasadę punktów karnych, gdzie zdobycie sześciu punktów lub więcej eliminowało zawodnika z turnieju. Kolejność miejsc medalowych ustalona została w specjalnej rundzie finałowej, z udziałem trzech zawodników z najmniejszą liczbą takich punktów.
- TF — Łopatki
- DQ — Dyskwalifikacja za pasywność
- TPP — Punkty karne razem
- MPP — Punkty karne pojedynku

## Punktacja
- 0 — Wygrana na łopatki, przewagę techinczną, pasywność, kontuzję
- 0.5 — Wygrana na punkty  (8-11 punktów różnicy)
- 1 — Wygrana na punkty  (1-7 punktów różnicy)
- 2 — Dyskwalifikacja za pasywność, zwycięzca również był pasywny
- 3 — Przegrana na punkty (1-7 punktów różnicy)
- 3.5 — Przegrana na punkty (8-11 punktów różnicy)
- 4 — Przegrana na łopatki, przewagę techiczną, pasywność, kontuzję

## Wyniki[3]

### Pierwsza runda
| TPP | MPP |                   | Wynik\|Czas |                          | MPP | TPP |
| --- | --- | ----------------- | ----------- | ------------------------ | --- | --- |
| 0   | 0   | Władysław Stecyk  | DQ / 8:30   | Dżamsrangijn Mönch-Oczir | 4   | 4   |
| 0   | 0   | Yūji Takada       | TF / 1:10   | Gordon Bertie            | 4   | 4   |
| 3   | 3   | Kamil Özdağ       | 6 - 8       | Nermedin Selimow         | 1   | 1   |
| 4   | 4   | Eloy Abreu        | DQ / 7:47   | Aleksandr Iwanow         | 0   | 0   |
| 0.5 | 0.5 | James Haines      | 13 - 3      | Constantin Măndilă       | 3.5 | 3.5 |
| 1   | 1   | Li Bong-sun       | 21 - 16     | Diego Lo Brutto          | 3   | 3   |
| 4   | 4   | Fritz Niebler     | TF / 5:55   | Henrik Gál               | 0   | 0   |
| 4   | 4   | Habib Fattahi     | TF / 8:55   | Jeon Hae-seop            | 0   | 0   |
| 0   | 0   | Giuseppe Bognanni | TF / 4:59   | Emille Kitnurse          | 4   | 4   |
| 0   |     | Julien Mewis      |             | Bez walki                |     |     |

### Druga runda
| TPP | MPP |                          | Wynik\|Czas |                    | MPP | TPP |
| --- | --- | ------------------------ | ----------- | ------------------ | --- | --- |
| 4   | 4   | Julien Mewis             | TF / 1:26   | Władysław Stecyk   | 0   | 0   |
| 0   | 0   | Yūji Takada              | TF / 1:15   | Kamil Özdağ        | 4   | 7   |
| 7.5 | 3.5 | Gordon Bertie            | 3 - 11      | Nermedin Selimow   | 0.5 | 1.5 |
| 5   | 1   | Eloy Abreu               | 13 - 12     | James Haines       | 3   | 3.5 |
| 0   | 0   | Aleksandr Iwanow         | 22 - 4      | Constantin Măndilă | 4   | 7.5 |
| 1   | 0   | Li Bong-sun              | TF / 4:58   | Fritz Niebler      | 4   | 8   |
| 7   | 4   | Diego Lo Brutto          | TF / 7:29   | Henrik Gál         | 0   | 0   |
| 4   | 0   | Habib Fattahi            | 24 - 2      | Giuseppe Bognanni  | 4   | 4   |
| 0   | 0   | Jeon Hae-seop            | TF / 1:30   | Emille Kitnurse    | 4   | 8   |
| 4   |     | Dżamsrangijn Mönch-Oczir |             | DNA                |     |     |

### Trzecia runda
| TPP | MPP |                  | Wynik\|Czas |                   | MPP | TPP |
| --- | --- | ---------------- | ----------- | ----------------- | --- | --- |
| 8   | 4   | Julien Mewis     | TF / 1:16   | Yūji Takada       | 0   | 0   |
| 1   | 1   | Władysław Stecyk | 11 - 8      | Nermedin Selimow  | 3   | 4.5 |
| 6   | 1   | Eloy Abreu       | 16 - 12     | Li Bong-sun       | 3   | 4   |
| 0.5 | 0.5 | Aleksandr Iwanow | 18 - 10     | James Haines      | 3.5 | 7   |
| 0   | 0   | Henrik Gál       | TF / 5:04   | Habib Fattahi     | 4   | 8   |
| 0   | 0   | Jeon Hae-seop    | TF / 2:16   | Giuseppe Bognanni | 4   | 8   |

### Czwarta runda
| TPP | MPP |                  | Wynik\|Czas |               | MPP | TPP |
| --- | --- | ---------------- | ----------- | ------------- | --- | --- |
| 5   | 4   | Władysław Stecyk | TF / 5:39   | Yūji Takada   | 0   | 0   |
| 5.5 | 1   | Nermedin Selimow | 9 - 9       | Eloy Abreu    | 3   | 9   |
| 1.5 | 1   | Aleksandr Iwanow | 22 - 19     | Li Bong-sun   | 3   | 7   |
| 3   | 3   | Henrik Gál       | 8 - 15      | Jeon Hae-seop | 1   | 1   |

### Piąta runda
| TPP | MPP |                  | Wynik\|Czas |                  | MPP | TPP |
| --- | --- | ---------------- | ----------- | ---------------- | --- | --- |
| 9   | 4   | Władysław Stecyk | 5 - 26      | Aleksandr Iwanow | 0   | 1.5 |
| 0   | 0   | Yūji Takada      | TF / 1:54   | Henrik Gál       | 4   | 7   |
| 8.5 | 3   | Nermedin Selimow | 3 - 10      | Jeon Hae-seop    | 1   | 2   |

### Runda finałowa
Zaliczone pojedynki z wcześniejszych rund
| TPP | MPP |                  | Wynik\|Czas |                  | MPP | TPP |
| --- | --- | ---------------- | ----------- | ---------------- | --- | --- |
|     | 0.5 | Yūji Takada      | 20 - 11     | Aleksandr Iwanow | 3.5 |     |
|     | 4   | Jeon Hae-seop    | TF / 1:46   | Yūji Takada      | 0   | 0.5 |
| 3.5 | 0   | Aleksandr Iwanow | TF / 2:53   | Jeon Hae-seop    | 4   | 8   |